# Kiran Bechan
Winand Kiran Madhankumar Bechan dit Kiran Bechan est un footballeur néerlandais né le 12 septembre 1982 à Amsterdam.